# Gillette Stadium
El Gillette Stadium és un estadi de futbol i de futbol americà situat a Foxborough (Massachusetts), Estats Units. Situat a prop de la ciutat de Boston.
Inaugurat el 2002 té una capacitat de 68.756 espectadors i és la seu dels New England Patriots de l'NFL i del New England Revolution de la Major League Soccer. Substitueix a l'antic estadi Foxboro Stadium.